# Султанаєво (Калтасинський район)
Султана́єво (рос. Султанаево, башк. Солтанай) — присілок у складі Калтасинського району Башкортостану, Росія. Входить до складу Калміябашівської сільської ради.
Населення — 61 особа (2010; 62 у 2002).
Національний склад:
- башкири — 56 %
- татари — 44 %